# Provinz Napo
Die Provinz Napo (span. Provincia de Napo) ist eine Provinz Ecuadors. Sie liegt im Oriente genannten Anteil Ecuadors am Amazonastiefland und hat auf einer Fläche von etwa 12.500 km² etwa 130.000 Einwohner. Die Provinz trägt den Namen des Flusses Napo, der die Provinz durchfließt und dem die wichtigsten übrigen Flüsse der Provinz zufließen. Die Provinzhauptstadt ist Tena.

## Geographie

### Lage
Die Provinz Napo liegt im nördlichen Zentrum Ecuadors und zieht sich von den Osthängen der Anden über das im Durchschnitt auf 500 m Höhe gelegene Andenvorland bis ins Amazonastiefland hin. Sie grenzt im Norden an die Provinz Sucumbíos, im Osten an die Provinz Orellana, im Süden an die Provinz Pastaza und im Westen an die andinen Provinzen Pichincha, Cotopaxi und Tungurahua.

### Klima und Vegetation
Das Klima in der Provinz Napo ist tropisch feucht mit starken Niederschlägen und hohen Temperaturen von im Durchschnitt 25 °C. Dementsprechend sind weite Teile der Provinz von tropischem Regenwald mit Bäumen von bis zu 80 Metern Höhe bewachsen. Die Natur der Provinz weist eine sehr hohe Biodiversität auf, die insbesondere durch Abholzung bedroht ist.

### Berge
Im Westen der Provinz befindet sich die Ostkordillere der Anden, aus der die Vulkane Antisana (5758 m), Sumaco (3732 m) und Quildaña (4878 m) herausragen. An Antisana und Quildaña entspringen bedeutende Quellflüsse des Napo.

## Bevölkerung
Die etwa 135.000 Einwohner der Provinz Napo sind zum überwiegenden Teil im Rahmen von Kolonisierungsprogrammen und infolge der Erdölförderung eingewanderte Mestizen aus den weiter westlich gelegenen Provinzen des Landes. Etwa ein Viertel der Bevölkerung gehören indigenen Völkergruppen an. Die meisten von ihnen sind Amazonien-Quichuas, die Huaorani sind eine weitere wichtige Gruppe.
Entwicklung der Einwohnerzahl der Provinz Napo bei landesweiten Volkszählungen zum jeweiligen Gebietsstand:
| Jahr                    | Einwohner | +/-     |
| ----------------------- | --------- | ------- |
| 1962                    | 24.253    | –       |
| 1974                    | 62.186    | 156,4 % |
| 1982                    | 115.110   | 85,1 %  |
| 1990                    | 103.387   | −10,2 % |
| 2001                    | 79.139    | −23,5 % |
| 2010                    | 103.697   | 31 %    |
| 2022                    | 131.675   | 27 %    |
| Datenherkunft: Wikidata |           |         |

Der Bevölkerungsrückgang zwischen 1990 und 2001 ergibt sich aus der Ausgliederung der Provinz Orellana im Jahr 1998.

## Geschichte
Die Provinz Napo entstand am 22. Oktober 1959, als die 1921 begründete Provinz Napo-Pastaza per Gesetz in zwei Teile geteilt wurde, deren nördliche die Provinz Napo mit Hauptstadt Tena wurde. Aus der Provinz Napo wurden 1989 die Provinz Sucumbíos im Norden und 1998 die Provinz Orellana im Osten ausgegliedert. Als Grund dafür kann die Größe der ursprünglichen Provinz Napo und ihre geringe infrastrukturelle und administrative Durchdringung gelten, die durch die Gründung neuer Provinzen gelindert werden sollte.

## Kantone

Karte der Provinz Napo mit Kantonen

Die Provinz Napo ist in fünf Kantone gegliedert. Diese sind (in der Reihenfolge ihrer Einrichtung):
| Name                        | Hauptort                    | Einwohner 2022 | Einwohner 2010 | Fläche [km²] | Bev.-Dichte [Ew./km²] | Gründung |
| --------------------------- | --------------------------- | -------------- | -------------- | ------------ | --------------------- | -------- |
| Tena                        | Tena                        | 80.816         | 60.880         | 3.908        | 21                    | 1941     |
| Quijos                      | Baeza                       | 6.472          | 6.224          | 1.591        | 4                     | 1955     |
| Archidona                   | Archidona                   | 30.488         | 24.969         | 3.057        | 10                    | 1981     |
| El Chaco                    | El Chaco                    | 9.252          | 7.960          | 3.485        | 3                     | 1988     |
| Carlos Julio Arosemena Tola | Carlos Julio Arosemena Tola | 4.647          | 3.664          | 501          | 9                     | 1998     |

## Wirtschaft und Infrastruktur

### Infrastruktur
Lediglich rund 20 Prozent der Bevölkerung lebt in den städtischen Siedlungen der Provinz. Deren größte ist die Hauptstadt Tena mit rund 23.000 Einwohnern (Stand Zensus 2010). Weitere wichtige Städte sind Baeza und die Hafen- und Tourismusstadt Puerto Misahuallí.
Der Westteil der Provinz, in dem sich die größeren Siedlungen befinden, ist über Straßen gut an die Großstädte des andinen Ecuador angebunden. Die Regionen im Osten der Provinz und zwischen den Siedlungen sind vielfach nur per Flugzeug oder per Boot über die Flüsse zu erreichen.

### Landwirtschaft
Darüber hinaus ist die Landwirtschaft, wenn auch mit verhältnismäßig kleinen Anbauflächen, wichtig. Angebaut werden vor allem Ölpalmen, Mais, Reis, Yuca und Zuckerrohr. Auch Tabak, Kaffee und Kakao sind mindestens historisch bedeutende landwirtschaftliche Produkte in der Provinz. In den letzten Jahren hat sich die Rinderzucht zu einem ständig (auch flächenmäßig) expandierenden Wirtschaftszweig entwickelt. Hierzu, aber auch ausschließlich zur Holzgewinnung, werden tropische Hölzer geschlagen.

### Tourismus
Daneben gewinnt in den letzten 15 Jahren der Ökotourismus in den Regenwäldern zunehmend an Bedeutung. Auch Abenteuerreisen (insbesondere Rafting) erfahren zunehmende Nachfrage. Die Provinz Napo hat den in Ecuador besten Straßenzugang zum Regenwald. Die wichtigsten Ausgangspunkte dieser Reisen sind Puerto Misahuallí und Baños (Provinz Tungurahua). Die Hauptziele sind der Yasuní-Nationalpark, der Antisana-Nationalpark die Höhlen von Jumandi und der San Rafael-Wasserfall des Río Coca. Das etwa eine Autostunde von Quito entfernt gelegene Thermalbad Papallacta ist ein beliebtes Ziel von Wochenendausflüglern aus der Hauptstadt.

### Bodenschätze
Wichtigster Wirtschaftszweig in der Provinz ist die Erdölförderung, auch wenn nach der Ausgliederung der Provinzen Sucumbíos und Orellana große Felder nicht mehr in der Provinz liegen.
In vielen Flüssen der Provinz wird auch heute noch Gold geschürft. Die Industrie der Provinz Napo ist bedeutungslos.